# Pendolino (olivo)
Originario del fiorentino, il Pendolino è una cultivar di olivo diffusa su buona parte del territorio italiano.

## Caratteristiche

### Generalità
Pianta mediamente vigorosa con chioma mediamente espansa e piuttosto folta. I rami fruttiferi sono alquanto lunghi e caratterizzati dal caratteristico portamento pendulo che denomina la pianta, dato che la rende anche piuttosto ornamentale. 
Viene assai coltivata ed apprezzata come varietà impollinatrice, peculiarità che ne ha favorito la vasta diffusione. Buoni impollinatori risultano anche il Morchiaio, Frantoio, Maurino, Moraiolo, Leccino e Rosciola. Risulta sensibile anche alla fumaggine.

### Fiori e frutti
L'infiorescenza è lunga con fiori abbondanti e di taglia media. Aborto dell'ovario: max 15%.
La produttività è abbastanza alta e costante. Le drupe presentano invaiatura contemporanea ed in periodo intermedio e sono poco resistenti al distacco.

### Produzione e olio
È mediamente precoce ha una resa piuttosto elevata (19-22%). L'olio è delicato e profumato, con sentore di mandorla e lievi sfumature amara e piccante.